# Asemakylä, Kuivaniemi
Asemakylä är en tätort i Ijo kommun i landskapet Norra Österbotten i Finland. Fram till 2007 var Asemakylä centralorten för Kuivaniemi kommun. Vid tätortsavgränsningen den 31 december 2021 hade Asemakylä 775 invånare och omfattade en landareal av 4,93 kvadratkilometer. Tätorten ligger huvudsakligen på östra sidan av Kuivajoki, nära älvens mynning i Bottenviken, och omfattar både Asemakylä och Kuivaniemi kyrkby (finska: Kuivaniemen kirkonkylä).

## Befolkningsutveckling
| Befolkningsutvecklingen i Asemakylä 1960–2021 | Befolkningsutvecklingen i Asemakylä 1960–2021 | Befolkningsutvecklingen i Asemakylä 1960–2021 | Befolkningsutvecklingen i Asemakylä 1960–2021 | Befolkningsutvecklingen i Asemakylä 1960–2021 |
| --- | --------------------------------------------- | --------------------------------------------- | --------------------------------------------- | --------------------------------------------- |
| |                                               |                                               |                                               |                                               |
| År |                                               |                                               | Folkmängd                                     | Landareal (km²)                               |
| 1960 | 1960                                          |                                               | 298                                           | 1,45                                          |
| 1970 | 1970                                          |                                               | 298                                           | 1,45                                          |
| 1980 | 1980                                          |                                               | 545                                           | 2,4                                           |
| 1985 | 1985                                          |                                               | 679                                           |                                               |
| 1990 | 1990                                          |                                               | 813                                           | 3,2                                           |
| 1995 | 1995                                          |                                               | 855                                           | 3,9                                           |
| 2000 | 2000                                          |                                               | 1 099                                         | 6,4                                           |
| 2005 | 2005                                          |                                               | 1 039                                         | 6,6                                           |
| 2010 | 2010                                          |                                               | 935                                           | 4,73                                          |
| 2015 | 2015                                          |                                               | 842                                           | 4,43                                          |
| 2020 | 2020                                          |                                               | 782                                           | 4,86                                          |
| 2021 | 2021                                          |                                               | 775                                           | 4,93                                          |
| Anm.: Tätorten 1960-2010 och 2013-2017 kallad Asemakylä. Sammanvuxen med Kuivaniemi kyrkoby 2000. Tätorten 2011-2012 och 2018-2021 kallad Asemakylä (Ii). |                                               |                                               |                                               |                                               |